# Rinning

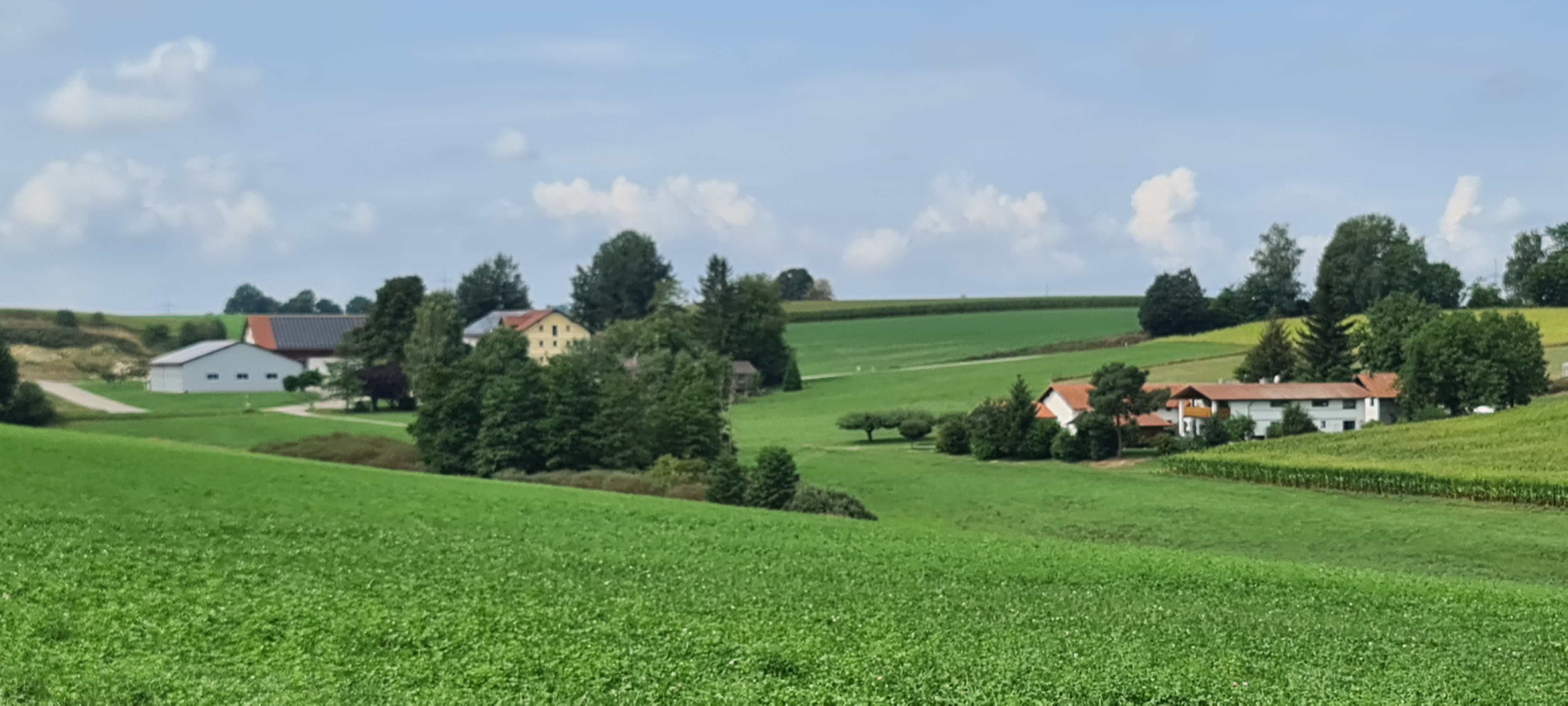
Der Weiler Rinning von Südosten

Der Weiler Rinning ist ein nördlicher Vorort und Gemeindeteil der Stadt Dorfen im bayerischen Landkreis Erding. 

## Geschichte
Rinning ist ein unechter Ing-Ort und bedeutet Rinne = Wasserrinne, die Entstehungszeit ist nicht näher bekannt, wohl aber noch vor dem 15. Jahrhundert. In den 1590er Jahren entstand die 1602 erstmals erwähnte Capeln zum heiligen Plueth zu Rinning. Schon zur Zeit des Dreißigjährigen Kriegs entwickelte sich eine kleine Wallfahrt zu dem Hl. Blut-Kirchlein, mit deren Opferstock-Vermögen einige Filialkirchen-Ausgaben der Pfarrei Oberdorfen finanziert wurden.

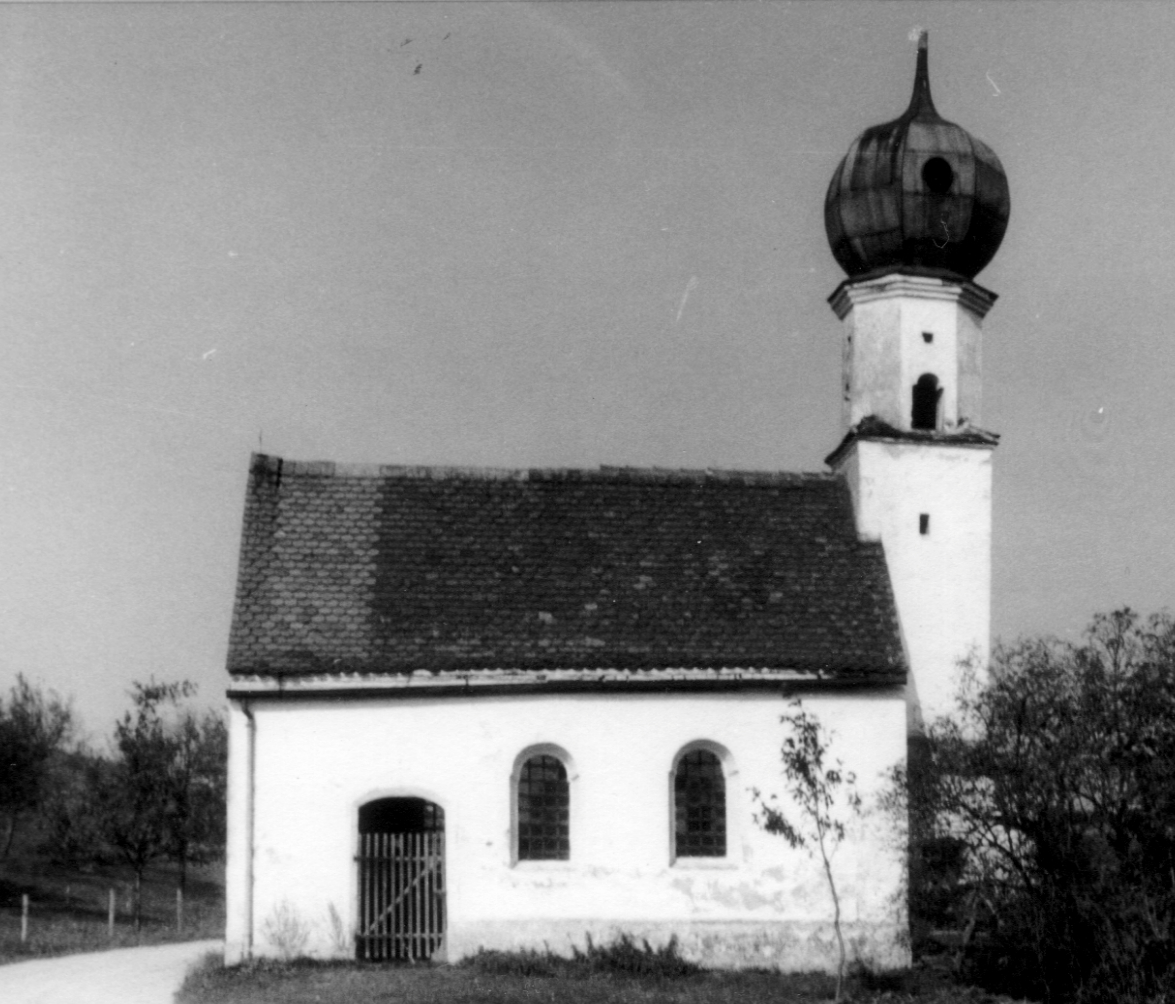
Kirche Rinning von Süden vor dem Einsturz des Turmes Jan. 1969

In Folge der Säkularisation wurde die kleine Kirche als entbehrlich erklärt und zum Abbruch angeboten. Diese Umbruchzeit und weitere Bedrohungen konnte der Sakralbau jedoch überstehen. Im Jahr 1969 wurde das Kirchlein schließlich aufgrund ihrer Baufälligkeit und der Verbreiterung der Straße Dorfen–Eibach abgerissen. Ein Teil der ehemaligen Ausstattung befindet sich in der Marktkirche St. Vitus Dorfen.
Bis zur Gebietsreform im Jahr 1972 gehörte der Ort zur Gemeinde Hausmehring.

## Struktur
Der Weiler besteht aus dem Gut Rinning 1, einem Nebenerwerbshof und zwei Wohnhäusern.